# Acanthogobius flavimanus
Acanthogobius flavimanus — вид рыб из рода Acanthogobius семейства оксудерковые. Обитает в Азии, где его ареал включает Китай, Японию, Корею, части России, Вьетнам и Малайзию. Он распространился за пределы своего естественного ареала (Австралия, Мексика, Флорида и Калифорния в США), где стал интродуцированным и часто инвазивным видом.

## Описание
Эта рыба достигает 25-30 сантиметров в длину. Она светло-коричневая с более темными седловидными отметинами и пятнами. Брюшные плавники желтые. Они сливаются, образуя присоску. Спинных плавников два. Вид можно определить по расположению пор на голове, шипам и лучам в спинных плавниках, а также по чешуе и сосочкам на голове. Желтые брюшные плавники также отличают его от родственных видов. Живут обычно до 3 лет, но некоторые особи могут прожить дольше.

## Биология
Эта рыба большую часть года проводит в реках и ручьях. Зимой спускается в более соленые места, такие как заливы и эстуарии, где размножается. Донная рыба, живет на илистых или песчаных грунтах. Нерест происходит при температуре от 7 ° C до 13 ° C. Самка может отложить до 37 000 икринок. Длина каждой икринки около 5,5 миллиметров. Икра откладываются в гнездо, представляющее собой нору глубиной до 35 сантиметров, построенную самцом. Гнездо могут охранять как самец, так и самка. В оптимальных условиях мальки вылупляются примерно через 28 дней.
Хорошо переносит пресные и соленые воды, а также быстрые перемещения между ними. Он может жить в самых разных типах водной среды обитания. Взрослые особи могут всю жизнь провести в пресной воде, а личинки обычно развиваются в соленой.
Рацион включает множество видов мелких организмов, таких как копеподы, амфиподы, раки-богомолы, мизиды, мелкая рыба и полихеты. Также известно, что она поедает личинок мух, двустворчатых моллюсков, таких как Corbicula fluminea, остракод и различные виды детрита. Естественные враги включают дальневосточного морского чёрта, ската Okamejei kenojei, японскую силагу, калифорнийскую тройнозубую акулу, Acanthogobius lactipes и Lateolabrax japonicus.
Рыбы этого вида часто сильно заражены паразитами. В них обитают метацеркарии сосальщиков, включая Echinostoma hortense, Heterophyes nocens, Heterophyopsis continua, Pygidiopsis summa, Strictodora fuscata, S. lari и Acanthotrema felis. Они, особенно E. hortense, представляют опасность для человека. Жители Кореи ловят и едят Acanthogobius flavimanus в сыром виде и часто заражаются трематодами. Рыба также является хозяином веслоногих рачков Acanthochondria yui и Anchistrotos kojimensis.

## Как интродуцированный вид
Acanthogobius flavimanus самый крупный вид бычков, встречающийся в эстуариях Калифорнии, был впервые обнаружен в системе рек Сакраменто — Сан-Хоакин в Калифорнии в 1963 году. Вероятно, он был завезен несколькими годами ранее, примерно в том же время, когда и китайский полосатый трёхзубый бычок. Acanthogobius flavimanus мог переместиться в балластной воде или в стадии икры на животных-обрастателях, таких как устрицы, на корпусах кораблей. Рыболовы, использующие бычка в качестве приманки на местных реках, возможно, способствовали его расселению. Сейчас это одна из самых распространенных донных рыб рек и дельты, а также залива Сан-Франциско. Там он стал важной добычей обыкновенного тюленя. С другой стороны, присутствие Acanthogobius flavimanus оказывает негативное влияние на местную экосистему. Он может конкурировать с местной рыбой, такой как Eucyclogobius newberryi. Acanthogobius flavimanus был впервые обнаружен в Южной Калифорнии (гавань Лос-Анжелеса) в 1977 году. Он был найден в Сан-Диего несколько лет спустя.
Считается, что эта рыба была завезена в Австралию с балластом или с импортированными устрицами. Этот вид был собран в водах Нового Южного Уэльса с 1971 года. Это вредная рыба класса 1 в штате, ее продажа или содержание запрещены и наказываются штрафами.

## Другое использование человеком
Этот вид иногда содержится в аквариумах как декоративная рыба.